# Manon Stragier
Manon Stragier, née le 12 mars 1999 à Courtrai, est une joueuse de volley-ball internationale belge évoluant au poste de réceptionneuse-attaquante,.

## Biographie
Dans sa jeunesse, Manon Stragier suit, entre autres, le programme scolaire de volley-ball de la Topsportschool à Vilvoorde. Elle rejoint ensuite l'Asterix Kieldrecht et son héritier Astérix Avo Beveren. À l'été 2017, à la recherche d'une plus grande sécurité de jeu, elle part au Richa Michelbeke. Une saison à Michelbeke est suivie d'une saison au VDK Gent Dames. Depuis 2019-2020, elle est arrière à l'Astérix Avo Beveren.
Manon Stragier fait ses débuts en équipe nationale belge en 2018 lors de la Ligue des nations 2018 et 2019. En 2019, elle participe également à la qualification pour les Jeux olympiques d'été de 2020.